# Spongipellis
Spongipellis is een geslacht van schimmels behorend tot de familie Meruliaceae. De typesoort is Spongipellis spumeus.

## Soorten
Volgens Index Fungorum telt het geslacht zeven soorten (peildatum januari 2023):
| Soortnaam                 | Auteur(s)                                | Publicatiejaar |
| ------------------------- | ---------------------------------------- | -------------- |
| Spongipellis africana     | Ipulet & Ryvarden                        | 2005           |
| Spongipellis caseosa      | (Pat.) Ryvarden                          | 1983           |
| Spongipellis chubutensis  | J.E. Wright & J.R. Deschamps             | 1972           |
| Spongipellis hypococcinea | (Berk.) Pat.                             | 1900           |
| Spongipellis labyrinthica | (Fr.) Pat.                               | 1900           |
| Spongipellis malicola     | (Lloyd) Ginns                            | 1984           |
| Spongipellis subcretacea  | (Lloyd) Decock, P.K. Buchanan & Ryvarden | 2000           |